# Diecezja Idukki
Diecezja Idukki – diecezja Malankarskiego Kościoła Ortodoksyjnego z siedzibą w Idukki w Indiach, położona w  stanie Kerala. 
W 1982 katolikos-patriarcha Wschodu Baselios Mar Thoma Mathews I wydzielił wschodnią część diecezji Kottayam tworząc diecezję Idukki. Diecezja posiada 30 kościołów i zamieszkują ją 2000 rodzin.

## Biskupi
- Mathews Mar Barnabas (od 1982 do 1992)
- Augen Mar Dionysios (od 1992 do 2009)
- Mathews Mar Theodosius (od 2009)